# 핀란드의 국기 게양일

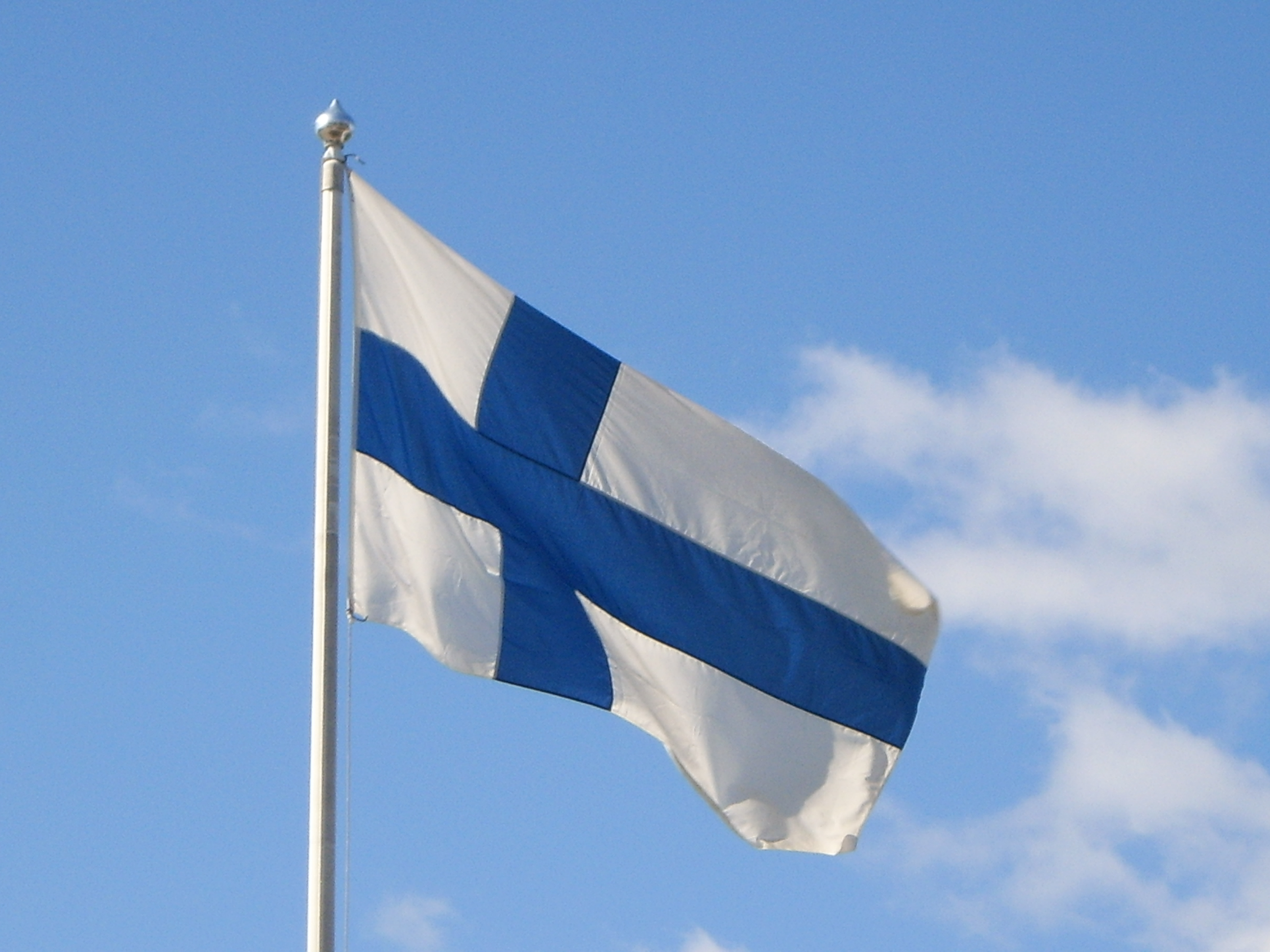

핀란드의 국기게양일(핀란드어: Suomen lippupäivät 수오멘 립푸패이배트[*], 스웨덴어: Flaggdagar i Finland 플라그다가르 이 핀란드[*])은 핀란드에서 국기를 게양하도록 정해진 날이다. 법적으로 강제되는 날도 있고 관습적으로 정해진 날도 있다. 대개 무언가 또는 누군가를 기념하기 위한 목적으로 국기를 게양한다.

## 법적 의무게양일
국기게양일법에 따라 이하 일자에는 반드시 국기를 게양해야 한다. 자연인들 역시 되도록이면 게양할 것이 권장된다.
- 2월 28일: 『칼레발라』의 날. 핀란드 문화의 날.
- 3월 1일: 공화국대통령 취임일. 6년마다 돌아온다.
- 5월 1일: 밥푸절(Vappu) 겸 노동절
- 5월 둘째 주 일요일: 어머니날.
- 6월 4일: 군기게양일. 칼 구스타브 에밀 만네르헤임 탄신일.
- 6월 20일-6월 26일 사이의 토요일: 하지절. 국기의 날. 하지절 전날 오후 6시부터 하지절 당일 오후 9시까지 게양한다.
- 11월 둘째 주 일요일: 아버지날.
- 12월 6일: 독립기념일. 오전 8시부터 오후 8시까지 게양한다.
- 의회선거·대통령선거·지방선거·유럽의회선거·국민투표일. 오전 8시부터 오후 8시까지 게양한다.

## 관습적 게양일
헬싱키 대학교에서 펴내는 핀란드 국가달력에 등록된 날들이며, 의무는 아니지만 게양할 것이 권장된다.
- 2월 5일: 요한 루드비그 루네베리 탄신일.
- 3월 19일: 평등의 날. 민나 칸트 탄신일이다.
- 4월 9일: 핀란드어의 날. 미카엘 아그리콜라 기일 겸 엘리아스 뢴로트 탄신일이다.
- 4월 27일: 국민재향군인의 날.
- 5월 9일: 유럽의 날.
- 5월 12일: 핀란드인 정체성의 날. 요한 빌헬름 스넬만 탄신일이다.
- 5월 셋째 주 일요일: 전몰자 추모의 날.
- 7월 6일: 시와 여름의 날. 에이노 레이노 탄신일이다.
- 10월 10일: 핀란드 문예의 날. 알렉시스 키비 탄신일이다.
- 10월 24일: 국제연합의 날.
- 11월 6일: 스웨덴계 유산의 날 겸 구스타브 아돌프의 날.
- 12월 8일: 핀란드 음악의 날. 장 시벨리우스 탄신일이다.[3]

## 같이 보기
- 핀란드의 국가
- 기의 날